# Південний Гайлендс
6°10′ пд. ш. 143°20′ сх. д. / 6.167° пд. ш. 143.333° сх. д.
Південний Гайлендс (англ. Southern Highlands, ток-пісін Sauten Hailans, укр. Південне Нагір'я) — провінція Папуа Нової Гвінеї. Адміністративний центр — місто Менді (56 055 осіб — дані за 2013 рік).

## Історія
У липні 2009 року парламент країни прийняв закон про створення двох нових провінцій в 2012 році. Одна з них повинна була бути створена шляхом відокремлення районів Тарі-Порі, Комо-Магаріма і Короба-Копіаго від провінції Південний Гайлендс, щоб сформувати нову провінцію — Гела. Ця провінція офіційно була утворена 17 травня 2012 року.

## Географія

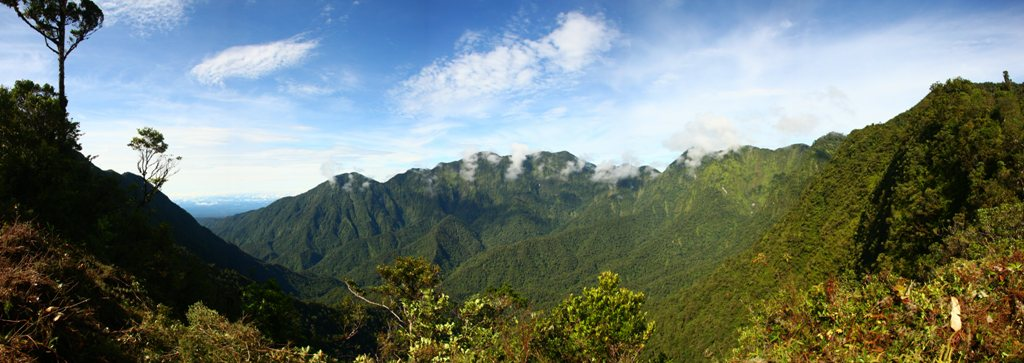
Вулкан Босаві

Провінція розташована в центральній частині країни, в регіоні Гайлендс. На півночі межує із провінціями Гела, Енга, Західний Гайлендс; на північному сході і сході — із провінціями Дживака та Сімбу; на півдні — із провінцією Ґулф, на заході — із провінцією Західна.
Провінція повністю розташована на острові Нова Гвінея і простягнулася із заходу на схід майже на 220 км, а з півночі на південь — на 90 км. Її площа становить 15 089 км² (11-те місце).
Провінцією протікає багато невеликих але багатоводних річок. Найбільші із них — Пурарі (470 км), Кікорі (320 км), Вавой, Турама (290 км), які течуть в південно-східному напрямку і впадають у затоку Папуа. Незважаючи на відносно невелику довжину, річка Кікорі є однією із найповноводніших річок Папуа Нової Гвінеї. За цим показником (3274 м³/с) вона посідає третє місце в країні, після річок Сепік та Флай і перевершує найдовшу у світі річку Ніл. За 18 км на схід від річки Кікорі (в її басейні) знаходиться друге за величиною (після Муррей) озеро Папуа Нової Гвінеї — Кутубу (49,24 км²).
Найвищою горою провінції і другою за висотою вершиною країни є вулкан Гілуве (4367 м). Вулкан розташований в північній частині провінції. В південно-західній частині провінції розташований згаслий вулкан Босаві (2507 м).

## Населення
За результатами перепису населення у 2000 році чисельність жителів становила 360 318 осіб, що відповідало 4-му місцю серед провінцій країни. За переписом 2011 року населення провінції становило 510 245 осіб, що відповідало 3-му місцю серед всіх провінцій країни.
| 1980    | 1990     | 2000     | 2011     |
| ------- | -------- | -------- | -------- |
| 236 052 | ▲317 437 | ▲360 318 | ▲510 245 |

## Адміністративний поділ
Територія провінції розділена на п'ять районів. Кожен район має кілька одиниць місцевого самоврядування (LLG). Для зручності виконання перепису, використовується поділ на відділення в кордонах тих же одиниць місцевого самоврядування.
| Район         | Адміністративний центр | Назва LLG               |
| ------------- | ---------------------- | ----------------------- |
| Імбонґґу      | Імбонґґу               | Імбонґґу (сільська)     |
| Імбонґґу      | Імбонґґу               | Ловер-Менді (сільська)  |
| Імбонґґу      | Імбонґґу               | Іалібу-Басін (сільська) |
| Каґуа-Ераве   | Каґуа                  | Ераве (сільська)        |
| Каґуа-Ераве   | Каґуа                  | Каґуа (міська)          |
| Каґуа-Ераве   | Каґуа                  | Куаре (сільська)        |
| Менді-Мунігу  | Менді                  | Карінтс (сільська)      |
| Менді-Мунігу  | Менді                  | Лай-Валлей (сільська)   |
| Менді-Мунігу  | Менді                  | Менді (міська)          |
| Менді-Мунігу  | Менді                  | Уппер-Менді (сільська)  |
| Ніпа-Кутубу   | Ніпа                   | Лейк-Кутубу (сільська)  |
| Ніпа-Кутубу   | Ніпа                   | Моунт-Босаві (сільська) |
| Ніпа-Кутубу   | Ніпа                   | Нембі-Платеу (сільська) |
| Ніпа-Кутубу   | Ніпа                   | Ніпа (сільська)         |
| Ніпа-Кутубу   | Ніпа                   | Порома (сільська)       |
| Іалібу-Панґіа | Іалібу                 | Віру (сільська)         |
| Іалібу-Панґіа | Іалібу                 | Іст-Панґіа (сільська)   |
| Іалібу-Панґіа | Іалібу                 | Кевабі (сільська)       |
| Іалібу-Панґіа | Іалібу                 | Іалібу (міська)         |